# Monumento a los luchadores contra la Comintern
El monumento a los luchadores contra la Comintern (en ruso: Памятник борцам с Коминтерном), de nombre completo Monumento a los Héroes Caídos en la Lucha contra la Comintern (en ruso: Памятник героям, павшим в борьбе с Коминтерном), fue un monumento de estilo neorruso ubicado en la Plaza de la Catedral en Harbin (Manchukuo), al lado opuesto de la Catedral de San Nicolás y el hotel New Harbin (actualmente Harbin International), entre los años 1941 y 1945. Estaba dedicado a los emigrantes blancos que murieron en la lucha contra la Comintern. Fue el único monumento de este tipo en todo el mundo. La inauguración del monumento tuvo lugar el 8 de junio de 1941. El monumento existió durante cuatro años, ya que posteriormente fue desmantelado y en su lugar se erigió un monumento dedicado a los soldados soviéticos caídos.

## Historia
La idea de construir el monumento fue de Vladímir Kislitsyn, jefe de la Oficina de Emigrantes Rusos en el Imperio de Manchuria, que surgió tras la muerte de Mijaíl Natarov,comunicador del destacamento Asano que murió en el bombardeo soviético durante la batalla de Jaljin Gol. Su muerte fue utilizada por los círculos políticos de la emigración con el apoyo activo de las autoridades japonesas para formar un culto a los héroes caídos en la lucha contra la Comintern, destinado a unir a la emigración rusa sobre una base antisoviética. La idea de Kislitsyn de construir el monumento fue apoyada por el jefe de la misión militar japonesa en Harbin, el general Hikosaburo Hata, así como por su sucesor en el cargo, el general Genzo Yanagita. La Oficina hizo entonces un llamamiento a la población de Manchukuo para que donara dinero para el monumento. En poco tiempo se recaudaron fondos, tras lo cual se convocó un concurso de proyectos para el monumento, cuya condición era «que el proyecto se ajustara al espíritu ortodoxo, armonizara con la catedral y fuera una obra de arte». Se tomaron a consideración tres proyectos: los de Zakharov, Pyanyshev y Myzgin. Tras el concurso, se eligió el diseño de Zakharov, pero con un aumento de la altura y algunos cambios, que fueron realizados por arquitectos rusos bajo la supervisión de Sviridov. La colocación de la piedra tuvo lugar el 7 de noviembre de 1940. Al día siguiente se creó el Comité para la Construcción del Monumento. El desarrollo del proyecto y la supervisión técnica se confiaron al arquitecto Sviridov, Kalugin fue nombrado director de obras, las obras escultóricas pasaron a manos de Zverev y las de metal a Doktrin.

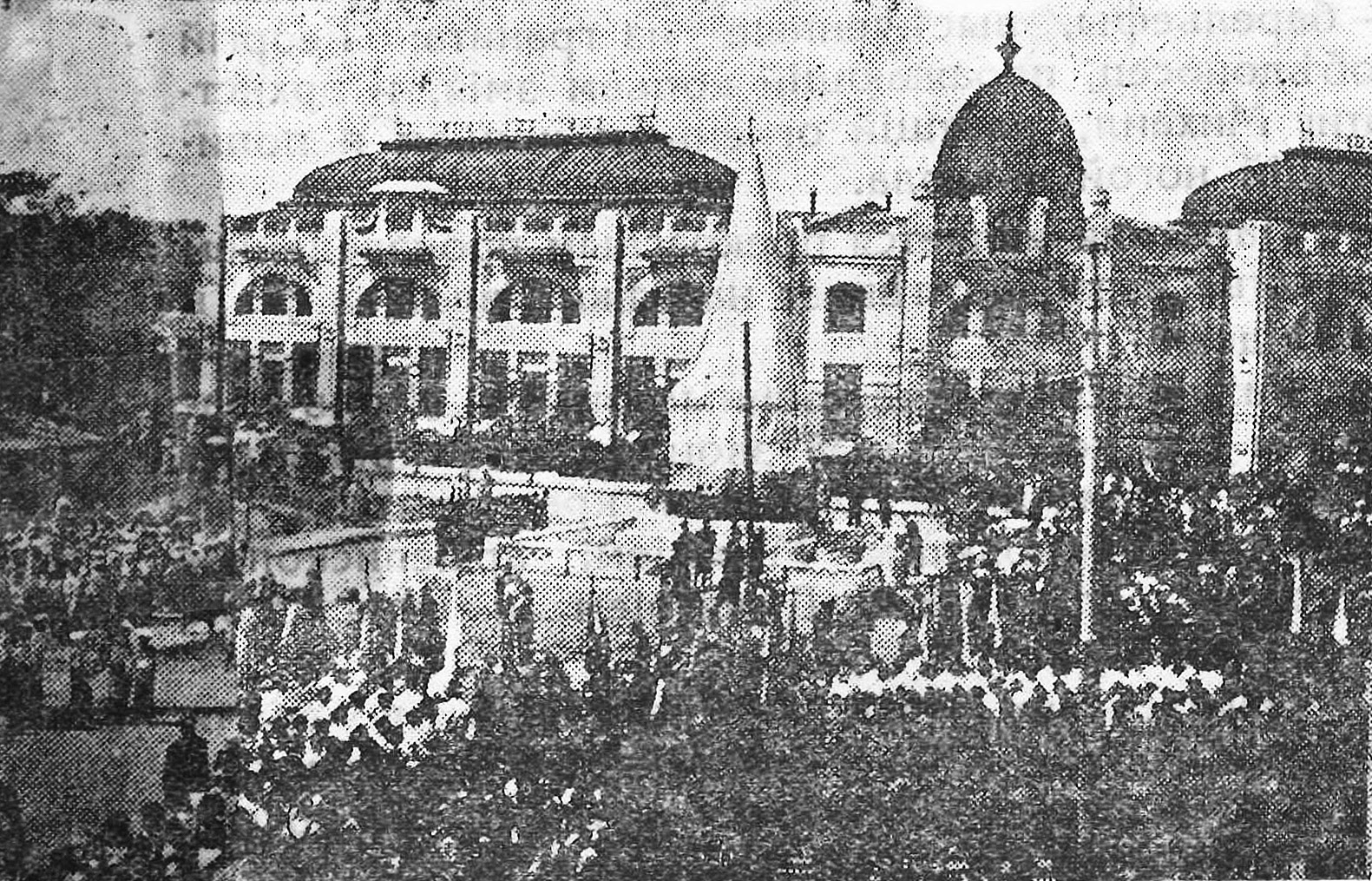
Inauguración oficial del monumento

El monumento fue inaugurado el 8 de junio de 1941 en la Plaza de la Catedral, al lado opuesto de la Catedral de San Nicolás y el hotel New Harbin, por Kislitsyn y el general. En su discurso, Kislitsyn dijo, entre otras cosas, que «en el día de la inauguración y consagración del monumento a los combatientes anticomunistas, único por su idea y su significado en el mundo, es necesario recordar a los que murieron a manos de las fuerzas del mal», tras lo cual enumeró una larga lista de personas. En ella figuraban y fueron nombrados el emperador Nicolás II y miembros de su familia, ejecutados en Ekaterimburgo, el gran duque Miguel Románov, fusilado en Perm, otros miembros de la familia imperial, los líderes del Movimiento Blanco: Kolchak, Kornilov, Wrangel, Kápel, Annenkov, y otros. De la catedral de San Nicolás salió una procesión encabezada por el metropolita Melecio, el arzobispo Néstor, los obispos Demetrio y Juvenal, que celebraron un oficio de oración y el rito de consagración del monumento. Después pronunciaron discursos Kislitsyn, Yanagita y otros con motivo de la gran inauguración del monumento. Por la noche, Kislitsyn organizó un banquete en nombre de la Oficina en el Hotel Harbin Modern.

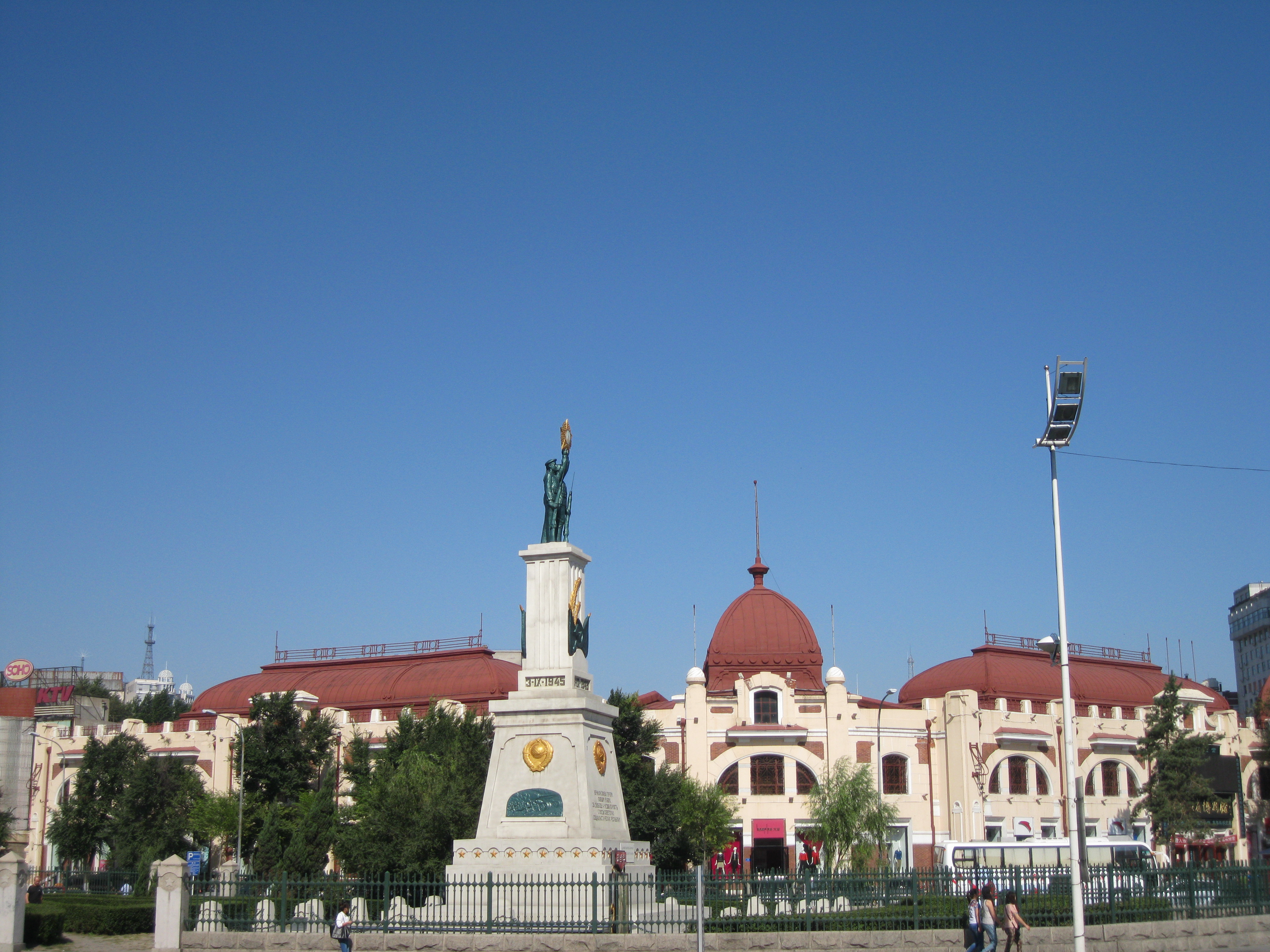
Monumento en honor a los soldados soviéticos caídos en el lugar del monumento a los luchadores contra la Comintern (2012)

Tras la entrada de las tropas soviéticas en Harbin en la segunda quincena de agosto de 1945, el monumento fue demolido y, en su lugar, se erigió un monumento a los soldados soviéticos caídos el 7 de noviembre de 1945. Al mismo tiempo, la calle que conectaba la estación de ferrocarril de Harbin a la Plaza de la Catedral pasó a denominarse Krasnoarméiskaya (en honor al Ejército Rojo). La calle se denominó originalmente Vokzalny Prospekt, y a partir de la década de 1920 se denominó Horvatsky Prospekt (en honor al General Dmitri Jorvat).

## Características

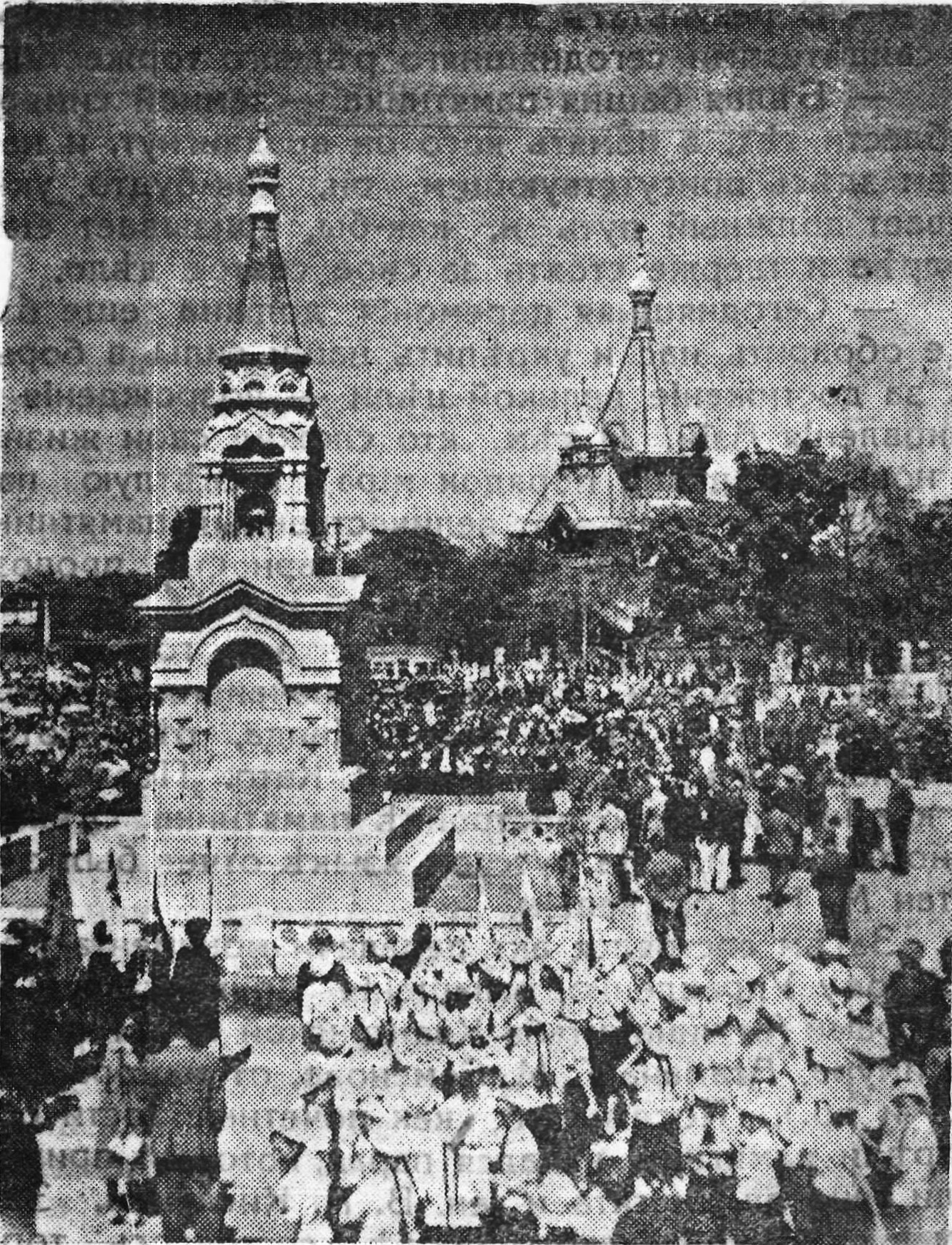
Vista del monumento en la inauguración (en la parte trasera de la Catedral de San Nicolás)

El monumento estuvo erigido durante cuatro años. Su construcción costó 69 750 yuanes de Manchukuo (gobis, cuya equivalencia en 1941 era de 69 750 yenes japoneses o 16 334 dólares). Su altura era de 12 metros. El material del monumento estaba compuesto de granito gris claro al estilo neorruso. En los nichos de las dos fachadas laterales se apreciaban bajorrelieves tallados en granito: figuraba San Jorge, golpeando a la serpiente con una lanza, y el Arcángel Miguel, golpeando con una lanza de fuego y pisoteando al diablo con el pie. En el lado sur del monumento estaba escrito: «A los héroes caídos en la lucha contra la Comintern». En el interior del monumento había un sarcófago de mármol con una placa conmemorativa, en cuya inscripción estaba escrito el siguiente texto: «Con la bendición de Su Eminencia el Metropolitano Melecio, con el permiso y la ayuda de las autoridades, encabezadas por el jefe de la Misión Militar Imperial Nipona, el general Hata, y su sucesor como jefe de la misión, el general Yanagita, por iniciativa del jefe de la Oficina Principal para los Emigrantes Rusos, General Kislitsyn; monumento cuya construcción fue iniciada por el Comité de Construcción bajo la presidencia del Ejército Imperial Nipón, mayor Naimura, con los secretarios Matsubara y Gordeev, con el ingeniero-arquitecto Sviridov supervisando la erección del monumento, junto con el fabricante de obras, el ingeniero Kalugin, y su ayudante, el ingeniero Feoktistov, el escultor Zverev, a expensas de la población del Imperio de Manchuria, fue erigido en la Navidad de 1941, era Kangde 8.º».